# فینسی میتچل
فینسی میتچل (به انگلیسی: Finesse Mitchell) (زاده ۱۲ ژوئن ۱۹۷۲) بازیگر آمریکایی است.
از فیلم‌های معروف او می‌توان به بازی در فیلم غیر مرگبار، دیوانه پول و خانواده‌های دیوانه اشاره کرد.